# Barbanza (schiereiland)
Het schiereiland Barbanza (Galicisch: Península do Barbanza) is een schiereiland in het uiterste zuidwesten van de provincie A Coruña in de Spaanse autonome regio Galicië. Het schiereiland heeft een oppervlakte van bijna 470 km² en wordt gekenmerkt door de Serra da Barbanza, een bergketen met verscheidene pieken van meer dan 600 meter hoogte. Barbanza telt zeven gemeenten (waaronder Ribeira en Noia) die tezamen zo'n 95.000 inwoners tellen (2016).

## Administratieve onderverdeling
Het schiereiland Barbanza is onderverdeeld in twee comarca's: de Comarca da Barbanza en de Comarca de Noia. Het grondgebied van de Comarca da Barbanza, die vier gemeenten telt, valt samen met de zuidoostelijke helft van het schiereiland. De Comarca de Noia telt eveneens vier gemeenten: drie ervan vormen de noordwestelijke helft van het schiereiland; de vierde gemeente (Outes) ligt ten noorden ervan. De onderstaande zeven gemeenten vormen tezamen het schiereiland Barbanza:
- Comarca da Barbanza
  - A Pobra do Caramiñal
  - Boiro
  - Rianxo
  - Ribeira (hoofdplaats comarca)
- Comarca de Noia
  - Lousame
  - Noia (hoofdplaats comarca)
  - Porto do Son